# Cop Mortal
Cop Mortal (Liang hu e dou), també coneguda com Fatal Strike, és una pel·lícula d'arts marcials d'acció de Hong Kong de 1974 dirigida per Lung Chien, produïda per Juo Han Huang i protagonitzada per Yasuaki Kurata.

## Argument
Un jove vol esbrinar qui va matar el seu amic Bruce Lee. Però no es pot venjar perquè un policia el controla sempre a les seves obres. De sobte, tots dos s'adonen que volen venjar Bruce Lee i tractar de derrotar un capo de la droga usant l'única arma real disponible per a ells: el Kung Fu.

## Repartiment
- Kang Chin
- Yasuaki Kurata
- Ping Lu
- Fong Lung
- Chi Ma
- Ai-ling Pai
- Mao Shan
- Chin-Lai Sung